# Шпилька Надія Миколаївна
Наді́я Микола́ївна Шпи́лька (Шпілька) (* 1993) — українська важкоатлетка; майстер спорту України міжнародного класу.

## З життєпису
Народилась 1993 року. Представляє Хмельницьку область.
2020 року здобула золоту нагороду на Кубку України з важкої атлетики у ваговій категорії до 55 кілограмів — при цьому перебувала в декретній віпустці.
В березні 2023 року встановила рекорд України У ваговій категорії 59 кг 2023-го у Єревані, на чемпіонаті Європи з важкої атлетики. здобула три бронзові нагороди. Виступала у ваговій категорії до 59 кілограмів. Була третьою після Каміли Конотоп і бельгійки Ніни Стеркс.